# Citroën Elysée
El Citroën C-Elysée es un automóvil del segmento B producido por el fabricante francés Citroën desde el año 2001. Por sus dimensiones, podría alcanzar a competir parcialmente en el Segmento C, pero al estar construido sobre una plataforma del Segmento B, se lo considera del mismo.

## Primera generación (Elysée / C-Elysée, 2001-2013)
El Citroën Elysée fue diseñado en China, y deriva del Citroën ZX, con muchas partes (incluyendo el tablero de instrumentos) tomadas del Citroën Xsara. La versión sedán deriva entre una mezcla del ZX con el Peugeot 306. En 2008 se le hizo una reestilización al modelo y se le añadió la letra C delante del nombre Elysée.

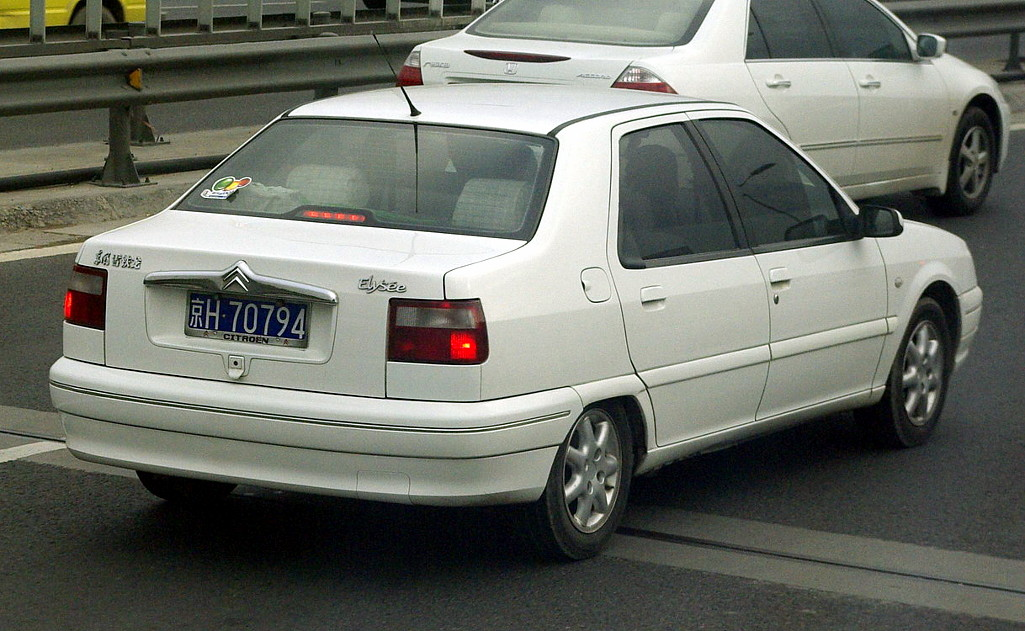
Parte trasera del sedán.
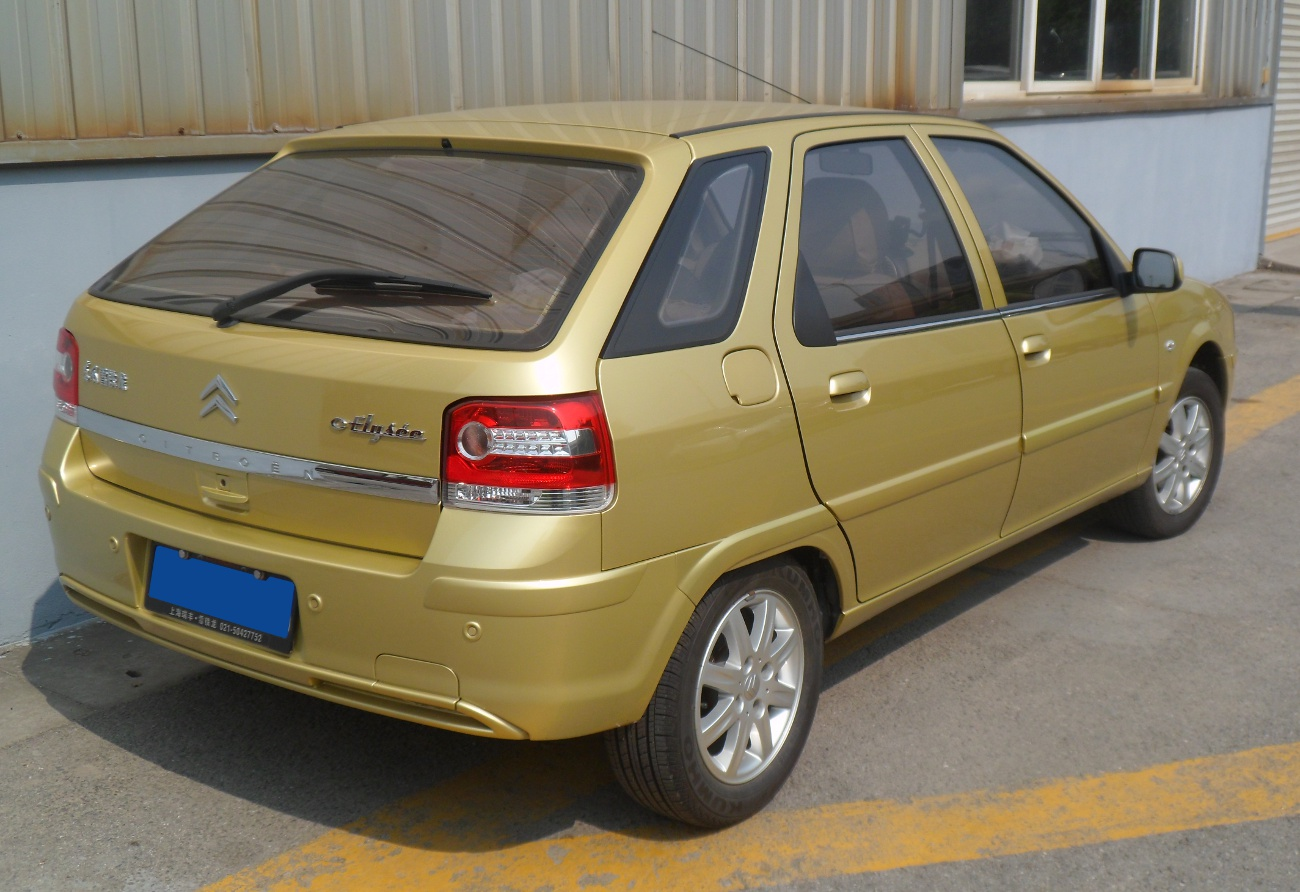
Parte trasera.
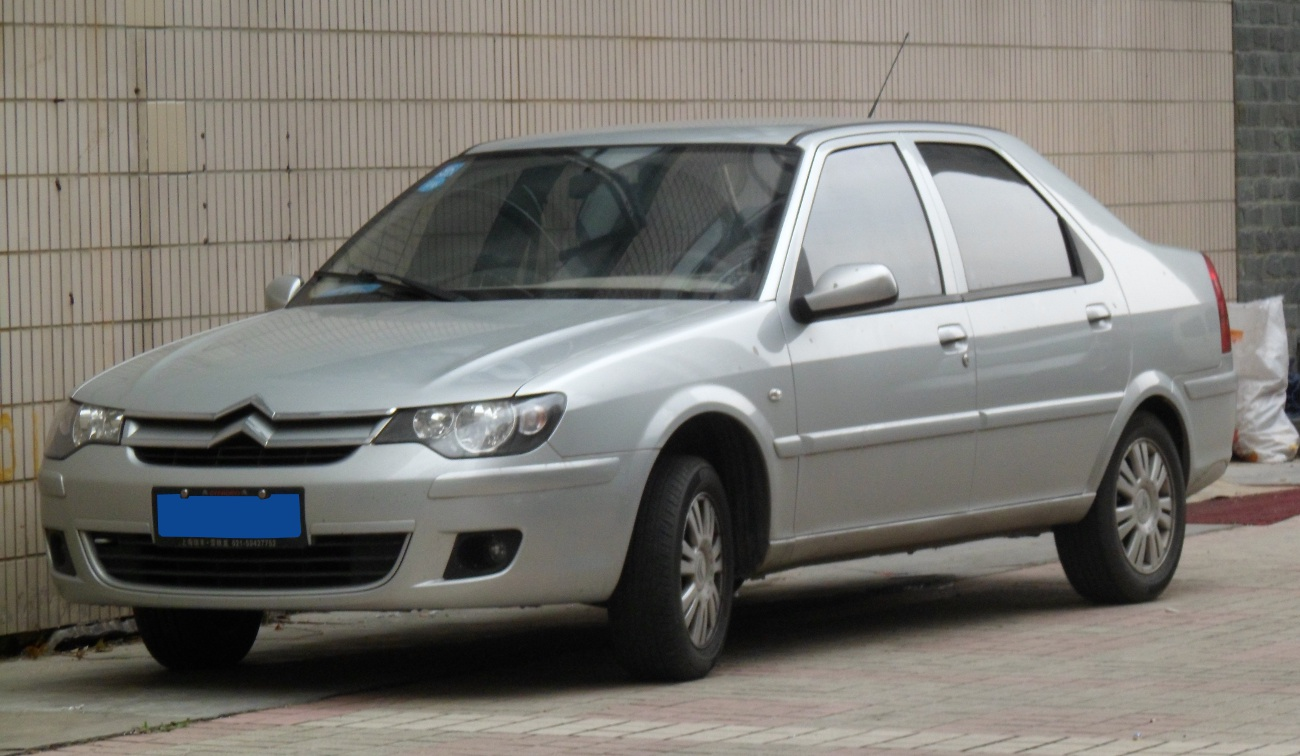
Versión reestilizada.

### Motorizaciones
Equipa un motor de 1.6 16v de 109cv

## Segunda generación (2013-presente)

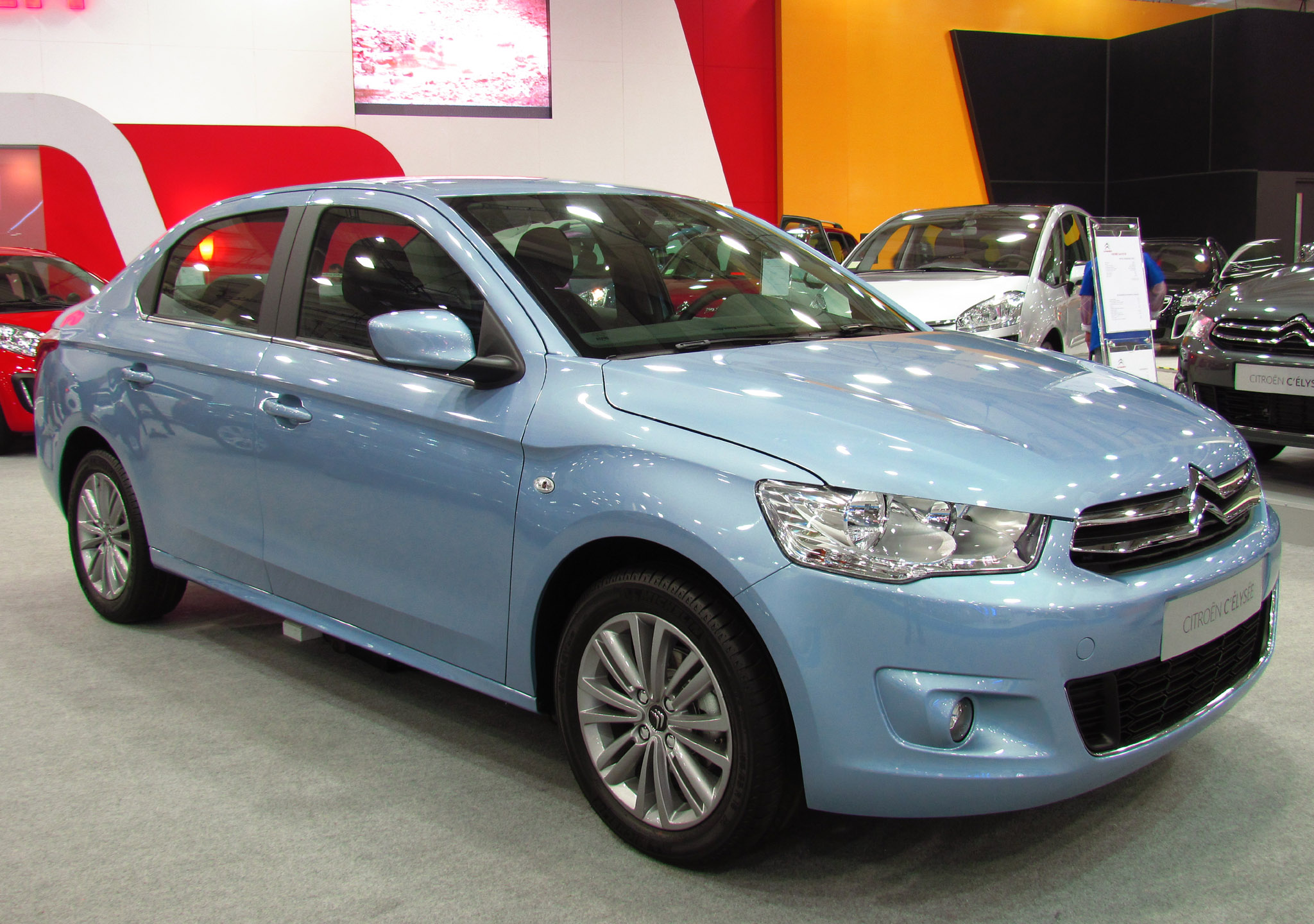
Citroën C-Elysée

Un modelo casi idéntico al Peugeot 301, ya que ambos modelos se han desarrollado en conjunto. El Citroën C-Elysée fue presentado también en el Salón del Automóvil de París en 2012. Citroën creó este modelo para exportarlo a países como Turquía, Costa Rica, Chile, Rumanía, Grecia y República Checa. Este vehículo es fabricado en España en la planta de Vigo, además tiene valores de construcción 'Low Cost', por lo que no puede llevar algunos elementos opcionales que llevan los generalistas actuales.
El sistema de audio, radio, reproductor de CD y ordenador a bordo, no tiene posibilidad de montar sistema de navegación, y es el mismo que montaban las unidades equivadas de los 'Peugeot' y 'Citroën' (sin ser navegador). 
Lo que más llega a sorprender es la gran capacidad de maletero, que, aunque no lo aparente, es enorme para ser de su segmento.
Está equipado de serie con frenos ABS, ESP, doble airbag, elevalunas eléctricos, aire acondicionado, cierre centralizado, y radio. Según versión, suma mandos digitales para el AC, airbags laterales, bluetooth, sensores de retroceso, entre otras cosas.
Motorizaciones (difieren según país)
Gasolina:
1. 1.2 VTi 72cv EB2
2. 1.6 VTi 115cv EC5 (Evolución del TU5) también con cambio automático.
3. 1.2 Puretech 82 cv EB2F

Diésel:
1. 1.6 HDi92 DV6TED4
2. 1.5 HDi 100cv

### Competición
En la IAA de 2013 se presentó la versión de competición del C-Elyssée que participó de la WTCC de 2014, versión con la que José María López salió campeón de la temporada.
|                            |
| Modelo para la competición |

|                            |
| Modelo para la competición |

|                            |
| Modelo para la competición |